# 卡塔尔别伊市镇
卡塔尔别伊市镇（俄语：Катарбейское муниципальное образование）是俄罗斯联邦伊尔库茨克州下乌金斯克区所属的一个市镇。其下辖有6个居民点，行政中心为卡塔尔别伊。据2016年统计，该市镇的人口为796人。